# تالتال
تالتال هي بلدية ومدينة في تشيلي في محافظة أنتوفاغاستا، في إقليم أنتوفاغاستا. وتبلغ مساحتها 20405.1 كيلومتر مربع (7878 ميل مربع). وهي موطن لمرصد بارانال وتضم الجزء الشمالي من حديقة بان دي أزوكار الوطنية.